# Le Grand Stan
Pour plus de détails, voir Fiche technique et Distribution.
Le Grand Stan (Big Stan) est un film américain réalisé et mettant en vedette Rob Schneider, sorti le 21 mars 2008.

## Synopsis
Stan, un arnaqueur, prend panique lorsqu’il apprend qu’il devra faire de la prison pour fraude. Il engage un mystérieux gourou des arts martiaux qui l’aidera à devenir un expert en arts martiaux afin qu’il puisse se défendre contre les autres détenus.

## Fiche technique
- Titre : Le Grand Stan
- Titre original : Big Stan
- Réalisateur : Rob Schneider
- Scénario : Josh Lieb
- Montage : Richard Halsey
- Pays de production : États-Unis
- Genre : Comédie, action
- Durée : 109 minutes
- Date de sortie :
  - États-Unis : 21 mars 2008

## Distribution
- Rob Schneider (VF : Jean-Pierre Michaël ; VQ : François Godin) : Le Grand Stan
- David Carradine (VQ : Denis Mercier) : le Maître
- Jennifer Morrison (VF: Celine Monsarrat ; VQ : Geneviève Désilets) : Mindy
- Henry Gibson (VF : Philippe Ariotti) : Larry dit Shorts
- Scott Wilson (VF : Jean-Claude Montalban ; VQ : Jean-Marie Moncelet) : Warden Gasque
- M. Emmet Walsh (VQ : Guy Nadon) : Lew Popper
- Kevin Gage (VF : Thierry Buisson ; VQ : Marc-André Bélanger) : Le sergent Bullard
- Bob Sapp (VQ : Stéphane Rivard) : Big Raymond
- Jackson Rathbone (VF : Thierry Bourdon) : Robbie
- Salvator Xuereb (VQ : Jean-François Beaupré) : Patterson
- Brandon T. Jackson : Deshawn
- Dan Haggerty (VF : Gilbert Lévy ; VQ : Benoît Rousseau) : Tubby
- Tsuyoshi Abe (VQ : Louis-Philippe Dandenault) : Dang
- Sally Kirkland : Madame Foreman
- Richard Kind (VF : Gérard Surugue) : Mal
- Richard Riehle (VF: Gilbert Levy ; VQ : Yves Massicotte) : Juge Perry
- Marcia Wallace : Alma